# Дом Шубиных
Дом Шу́биных — деревянное здание (конец XVIII века), расположенное в Иркутске на улице Лапина. Один из старейших деревянных домов города, по некоторым сведениям — самый старый деревянный дом. Дом пережил пожар 1879 года. Памятник архитектуры федерального значения.
В августе 2012 года дом по решению суда был изъят у владельцев-частных лиц, в декабре 2012 года был продан на аукционе частной компании, которая приняла на себя обязательства восстановить здание и содержать его в надлежащем виде.
Но на июнь 2015 года никаких работ по реконструкции не велось.
Дом был полностью разобран для реконструкции в сентябре 2016 года . Весной 2017 года начался процесс реконструкции здания.